# Bengt Bergius
Bengt (Benedictus) Bergius (Vittaryd, 2 de septiembre de 1723 – Estocolmo, 28 de octubre de 1784), fue un historiador, anticuario, botánico, micólogo, y pteridólogo sueco. Era hermano mayor del también naturalista Peter Jonas Bergius.

## Biografía
Estudió con el genial Carlos Linneo, quien le dedicó el nombre del género botánico Bergia de la familia de las Elatinaceae en 1771. Bergius fue estudiante en Lund en 1741, obteniendo una maestría en 1745; siendo profesor asociado de historia, entre 1747 a 1749. Más tarde se trasladó a Estocolmo, donde, en 1758 se convirtió en "tasador de antigüedades y de los Archivos" y 1762 fue nombrado director comisario.
En 1791, compartió con su hermano, en la fundación de su propio jardín botánico: el Bergianska trädgården.

## Obras
- bengt Bergius, jöns Lund, david Ståhl. 1753. Nytt Förråd af Äldre och Nyare Handlingar rörande Nordiska Historien: 1-4. Stycket (Nueva Colección de documentos antiguos y nuevos en relación con su Historia nórdicos. Tomos 1-4. 256 pp.
- 1769. Tal, om svenska Äng-skötseln, och dess främjande genom lönande Gräs-flag (Discurso, de prados suecos, e hierbas). Ed. Tryckt hos Direct. 98 pp.

## Reconocimientos
- 1766, miembro de la Real Academia de las Ciencias de Suecia, y fue su presidente en 1760, y de nuevo en 1780